# Skylon (Festival of Britain)
Pour les articles homonymes, voir Skylon (homonymie).
Le Skylon était une structure d'acier tenségrité de forme futuriste, mince, verticale, à l'allure de cigare, située près de la Tamise à Londres, qui donnait l'illusion de « flotter » au-dessus du sol. Elle a été construite en 1951 pour le Festival of Britain, et détruite l'année suivante.
Une plaisanterie populaire de l'époque disait à propos du Skylon que, comme pour l’économie britannique de 1951, « on ne voit pas comment il tient debout ».

## Construction

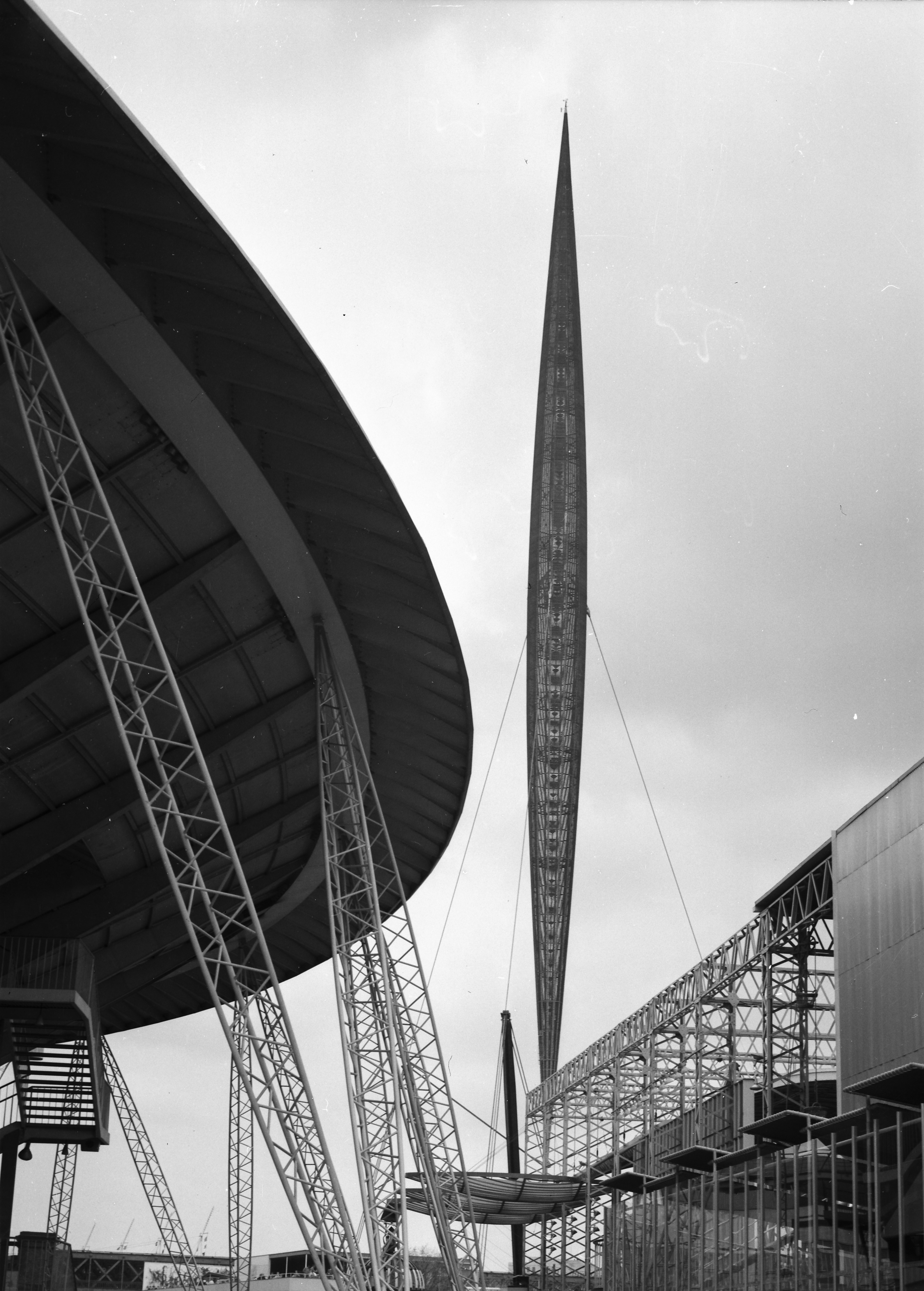
Le Skylon au Festival de Grande-Bretagne, 1951 BW Lee (1)

Le Skylon était le «trait vertical» qui était un symbole constant du Festival of Britain. Il a été conçu par Hidalgo Moya,  Philip Powell et Felix Samuely, et fabriqué par Painter Brothers de Hereford, en Angleterre, sur la South Bank de Londres entre Westminster Bridge et Hungerford Bridge. Le Skylon consistait en un cadre en acier, pointu aux deux extrémités et soutenu par des câbles suspendus entre trois poutres en acier. Le Skylon partiellement construit a été monté verticalement, puis a grandi in situ. La conception des architectes a été réalisée sur le plan structurel par l'ingénieur Felix Samuely, qui, à l'époque, était conférencier à l'Architectural Association School of Architecture de Bedford Square à Bloomsbury. La base se trouvait à près de 15 mètres du sol, avec le sommet à près de 90 mètres (300 pieds) de hauteur. Le cadre était revêtu de lamelles en aluminium éclairées de nuit.

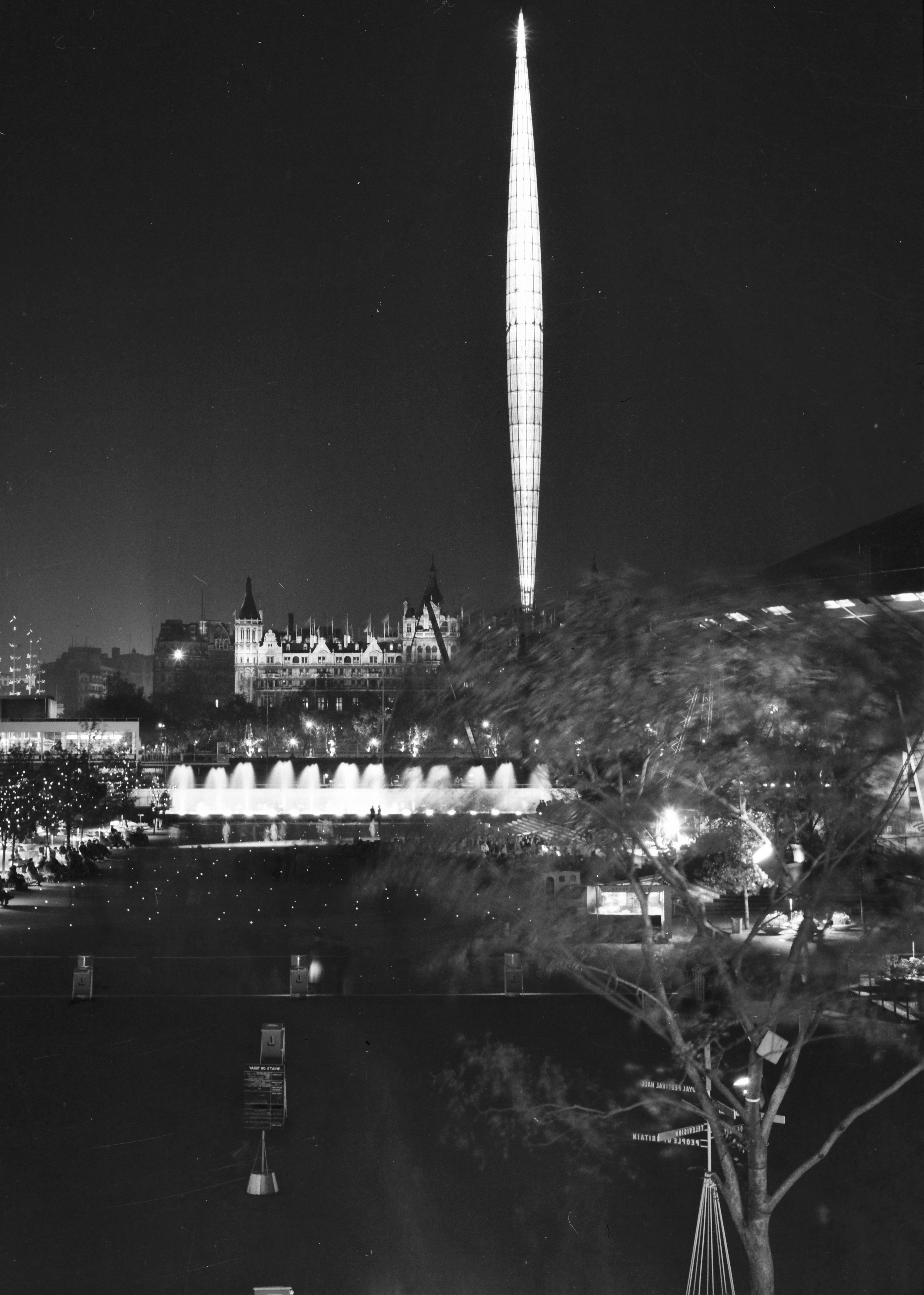
Vue nocturne du Skylon

Des questions ont été posées au  Parlement au sujet du danger que courent les visiteurs pour des éclairs au Skylon, et les journaux ont indiqué qu’il avait été dûment câblé à un moment donné, en prévision d’un orage prévu. [citation nécessaire]

### Nom
Le nom a été suggéré par Mme AGS Fidler, épouse du principal architecte de la Crawley Development Corporation. Moya a écrit : "Nous étions pas impressionné au début, mais a vite compris que, en combinant les suggestions de Pylon, Sky et Nylon (une nouvelle matériel en 1951), c’est un nom merveilleusement descriptif qui dure depuis quarante ans, considérablement plus longue que la structure elle-même".

### Blague
Quelques jours avant que le roi et la reine visitent l'exposition en mai 1951, Skylon fut escaladé à minuit par Philip Gurdon, étudiant de  Birkbeck College, qui attacha une écharpe de l'Air Squadron écharpe au sommet. Un ouvrier a été envoyé quelques jours plus tard pour la récupérer.

## Démolition

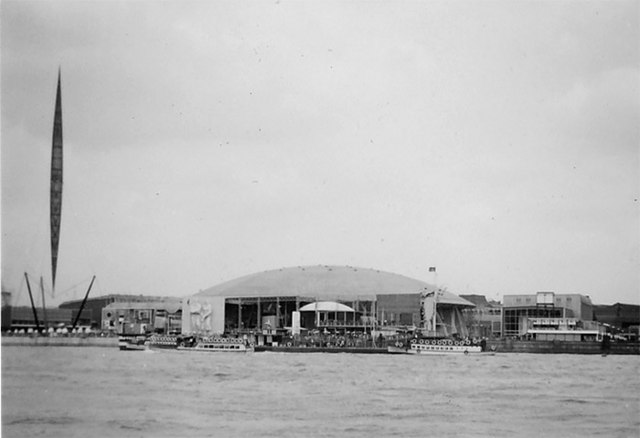
Vue du Skylon et exposition de la rive nord de la Tamise

En dépit de sa popularité auprès du public, les 30 000 £ nécessaires au démantèlement et à la reconstruction du Skylon ailleurs (ce qui équivaut à 800 000 £ en 2016) a été jugé trop pour un gouvernement aux prises avec l’austérité de l’après-guerre. Skylon a été retiré en 1952 lorsque le reste de l'exposition a été démantelé, sur ordre de Winston Churchill, qui considérait le Festival et ses structures architecturales comme un symbole de la vision du précédent gouvernement travailliste d'une nouvelle Grande-Bretagne socialiste,.
Les spéculations sur le sort du Skylon incluaient des théories de Jude Kelly, directeur artistique du Southbank Centre, selon lesquelles celui-ci aurait été jeté dans la Lea à l'est de Londres, jeté dans la Tamise, enseveli sous les Jubilee Gardens, transformé en souvenirs ou vendu comme ferraille. La base est conservée au musée de Londres et les coupes à vent font partie d'une collection privée. Une enquête a été menée par le programme Front Row diffusé sur BBC Radio 4 et le résultat a été diffusé le 8 mars 2011. Il a été révélé que le Skylon et le toit du Dôme de Discovery avaient été vendus à George Cohen and Sons, marchands de ferraille de Wood Lane, Hammersmith, et démantelés à leurs usines de Bidder Street, Canning Town, sur les rives de la Lea. Certains des fragments de métal ont ensuite été transformés en une série de  couteaux à papier et d'artefacts commémoratifs. Les inscriptions sur les couteaux à papier indiquent '600'  et " Fabriqués à partir des tôles de toiture en alliage d’aluminium recouvrant le Dôme de la Découverte au Festival of Britain, South Bank. Le Dôme, Skylon et 10 autres bâtiments sur le site ont été démontés par George Cohen and Sons and Company Ltd pendant six mois en 1952".
L’ancien emplacement du Skylon est la promenade le long de la rivière entre le London Eye et le Hungerford Bridge, le long des  Jubilee Gardens (l’ancien site du dôme de Découverte).

## 2007 le restaurant Skylon
En mai 2007, D & D London (anciennement Conran Restaurants) a ouvert un nouveau restaurant appelé Skylon au troisième étage du Royal Festival Hall. Ce restaurant s'appelait auparavant The Peoples Palace.